# Lípa srdčitá v zámeckém parku
Lípa srdčitá v zámeckém parku je památný strom v Žihobcích. Lípa malolistá (Tilia cordata Mill.) roste v zámeckém parku u přírodního parketu, výška stromu je 26 m, šířka koruny 26 m, obvod kmene 445 cm (měřeno 2011). V úžlabí se nachází dutina, koruna byla v minulosti zakrácena, kmen vykazuje mírné poškození. V roce 2006 byl proveden zdravotní, bezpečnostní a redukční řez, ošetření a zastřešení dutiny. Lípa je chráněna od 30. listopadu 2005 jako součást kulturní památky, významná svým stářím a vzrůstem.